# 20583 Richthammer
20583 Richthammer è un asteroide della fascia principale. Scoperto nel 1999, presenta un'orbita caratterizzata da un semiasse maggiore pari a 2,8731302 UA e da un'eccentricità di 0,0644227, inclinata di 3,12424° rispetto all'eclittica.